# 장미의 고백
"장미의 고백"은 한국에서 제작된 김영식 감독의 1966년 영화이다. 강신성일 등이 주연으로 출연하였고 박의순 등이 제작에 참여하였다.

## 출연

### 주연
- 강신성일
- 장동휘
- 이대엽

## 기타
- 원작자: 김광조
- 조명: 이병준
- 미술: 홍성칠